# Senhora Clémentine Valensi Stora (A Argelina)
Senhora Clémentine Valensi Stora (A Argelina) (francês: Madame Clémentine Valensi Stora (L'Algérienne)) é uma pintura a óleo sobre tela do pintor impressionista francês Pierre-Auguste Renoir data de 1870. Mostra uma jovem mulher judia, Rebecca Clémentine Stora, nascida na Argélia, vestida com roupa tradicional daquele país. É um trabalho pouco comum em Renoir, o que originou discussões sobre o seu posicionamento na obra de Renoir. Mais tarde, o pintor e Stora consideram que esta pintura não era das melhores.